# Ambérac
Ambérac – miejscowość i gmina we Francji, w regionie Nowa Akwitania, w departamencie Charente.
Według danych na rok 1990 gminę zamieszkiwało 338 osób, a gęstość zaludnienia wynosiła 28 osób/km² (wśród 1467 gmin regionu Poitou-Charentes Ambérac plasuje się na 681. miejscu pod względem liczby ludności, natomiast pod względem powierzchni na miejscu 723.).